# 秀茂坪紀念公園
秀茂坪紀念公園（英語：Sau Mau Ping Memorial Park），是一座位於香港九龍觀塘區的公園，鄰近翠屏道、曉光街及曉明街之間。秀茂坪紀念公園建於六一八雨災之後，為紀念因為該暴雨及山泥傾瀉而被喪生的71名秀茂坪安置區香港市民。

## 鄰近
- 和樂邨
- 寶珮苑
- 曉麗苑
- 觀塘瑪利諾書院
- 香港專業教育學院觀塘分校